# Flockning

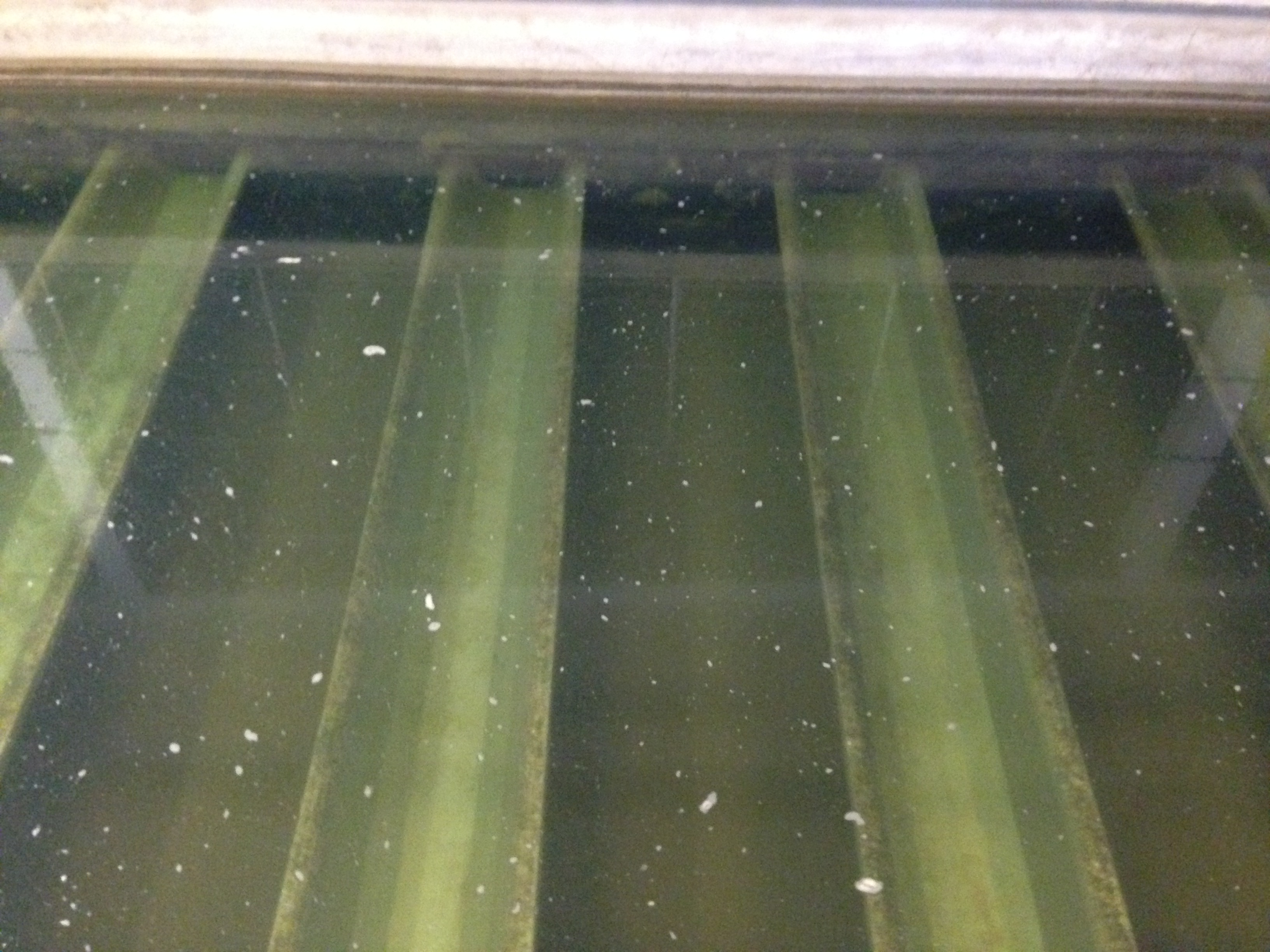
Flockar på vattenverk.

Flockning är en process som används inom vattenrening. När flockning genomförs ska humus och organiska partiklar sammanbindas för att som större flockar kunna avskiljas från vattnet. Flockningen sker genom att en fällningskemikalie tillsätts till råvatten under omrörning, vilket gör att substanserna sammanbindes till flockar.

## Användningsområde
Flockning används både vid avloppsvattenrening och för dricksvattenrening. Flockning utnyttjas främst för rening av avloppsvatten men är även en viktig process vid rening av dricksvatten. Ytvatten är ofta brunfärgat av humus och eftersom ytvatten inte renas genom marken såsom grundvatten behövs fler steg i reningsprocessen.

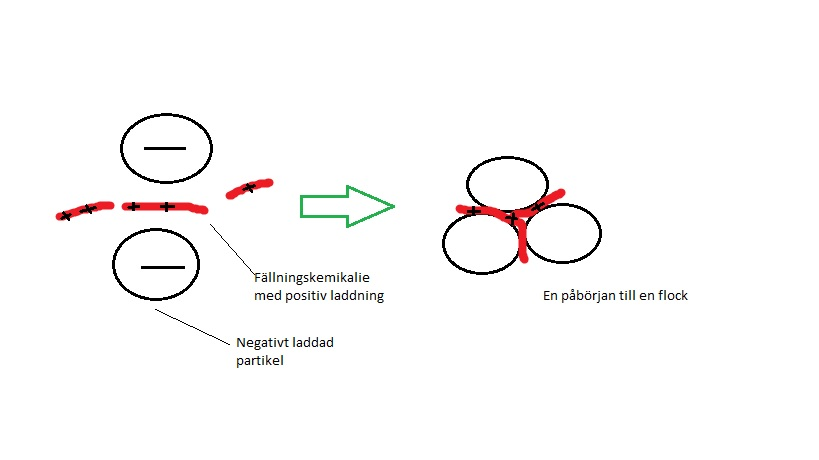
Bildning av flock.

Eftersom kolloida substanser är för små för att kunna sedimentera eller flotera behöver de först koaguleras och sedan sammanbindas till flockar. Koagulering erfordras eftersom partiklarna är lösta i vattnet och vid koaguleringen fälls de ut. De oorganiska partiklarna är alltid negativt laddade medan humus laddning beror av pH. Vid de pH-värden som råder i reningsprocessen är humus negativt laddat. Därför måste en fällningskemikalie med positiv laddning tillsättas. Fällningskemikalien gör att partiklarna och humusämnena neutraliseras och bildar till slut flockar. Efter att flockarna har bildats kan de avskiljas i reningsstegen sedimentering eller flotation. Vilken typ av flockar som är att föredra beror på vilken reningsmetod som användes.

## Flockar

### Små flockar
Små, täta flockar föredras vid flotation eftersom de lättare flyter upp till ytan. Vid flotation är kraven på flockarna inte lika höga som vid sedimentering. Flockarna behöver inte vara lika välformade för flotationsoperationen. Små flockar erhålls med färre flockningskammare, kortare uppehållstid och en högre omrörningshastighet i sista kammaren.

### Stora flockar
Stora, täta flockar är att föredra vid sedimentering eftersom tyngre flockar sjunker fortare. För att få stora flockar får inte omrörningshastigheten vara för hög eftersom flockarna i så fall riskerar att slås sönder. Det bästa är att ha flera kopplade bassänger där omrörningshastigheten i början är relativt hög för att initiera flockningen, men sedan med lägre omrörningshastighet i efterföljande bassänger. Om hastigheten blir alltför låg riskerar flockarna att sedimentera i flockningsbassängen, vilket inte är önskvärt.

## Faktorer
För att flockningen ska fungera väl måste förhållandena i anläggningen vara anpassade efter intagsvattnet. Flockningen beror av följande faktorer. 

### Fällningsskemikalier
På stora dricksvattenanläggningar används främst aluminiumsulfat som fällningskemikalie. Det är ett tillförlitiligt och billigt val av kemikalie. Hur bra en fällningskemikalie fungerar beror av pH. För aluminiumsulfat ligger optimalt pH strax under 7. Om järnklorid används som fällningskemikalie bör pH vara mellan 5,0 och 5,5. Järnklorid tar bort mer organiskt material på grund av det låga pH-värdet, men följden blir också risk för rostavlagringar i anläggningen. 
Både aluminiumsulfat och järnklorid har trevärd positiv laddning för katjonerna. Det är just detta som gör att utfällningen av humus fungerar så bra. En envärd positivt laddad jon kan inte fälla ut humus lika effektivt. Om flockbildningen inte sker tillräckligt tillfredsställande kan en hjälpkoagulant ibland tillsättas. Exempel på hjälpkoagulant är polymerer, som tillsätts för att flockarna inte ska sönderdelas när vattnet förflyttas inom vattenverket.
Vid flockning av avloppsvatten kan följande fällningskemikalier användas: aluminiumsalter, järnsalter, kalk, polymer samt polyaluminiumklorid (järn- eller katjonpolymerinnehållande).

### pH
För att flockningsprocessen ska fungera är det viktigt att pH är på rätt nivå. Reaktionen som sker när fällningskemikalien tillsätts är för aluminiumsalterna att vätejoner bildas och aluminiumhydroxid fälls ut. Aluminiumhydroxid utgör det flockbildande ämnet, som är geléartat. Den ökande mängden vätejoner sänker pH i flockningsbassängen. Om pH redan från början är lågt kan inte aluminiumhydroxid bildas eftersom det då inte finns tillräckligt med hydroxidjoner. Principen är densamma för övriga fällningskemikalier.

### Omrörning
För att flockarna ska bildas och inte slås sönder är det viktigt att omrörningshastigheten är anpassad efter vilket steg i flockningsprocessen det rör sig om. Uppehållstiden i flockningskamrarna bör vara 10-20 minuter. Om uppehållstiden blir för lång kan flockarna kollidera med varandra och riva av finsuspenderat material och då sedimenterar flockarna inte lika bra.

### Temperatur
Uppehållstiden i flockningskamrarna anpassas efter temperatur och vilken typ av vatten det rör sig om. En högre temperatur gör att reaktionerna går snabbare och därmed gynnas vattenverken av att vattnet är varmare. Om temperaturen är för låg är det svårt att få en tillräckligt bra flock och en hög halt aluminiumjoner blir kvar i vattnet. Detta är ett problem för svenska vattenverk under vinterhalvåret. 

### Flockningstid
Flockningstiden i timmar beräknas genom att flockningsanläggningens volym V m3 divideras med flödet Q m3/h.
{\displaystyle Flockningstid=V/Q}
I dagsläget är flockningstiden vanligen under 60 minuter men i äldre anläggningar är den runt 60 minuter om sedimentering används som reningsmetod. En flockningstid under 30 minuter är ej hållbart ekonomiskt då detta kräver en större dos av flockningskemikalier.
Om reningstekniken flotation användes är en kortare flockningstid att föredra, ofta 10-15 minuter.